# Збъжди
Збъжди или Збъжде (тъй като д е палатализиран се среща и изписване Збъждье, на македонска литературна норма: Збажди; на албански: Zbazhda) е село в Северна Македония, в община Струга.

## География
Селото е разположено в областта Малесия, в западните поли на планината Караорман.

## История

### Етимология
Според академик Иван Дуриданов името е от първоначалния вариант * Събѫжде, притежателно прилагателно със суфикс -je от личното име *Събѫдъ = старополското лично име Zbąd.
Йордан Заимов също смята, че етимологията на името Сбъжди е от глагола „бъда“, като от същия произход са селищните имена Биджево, Стружко, Пребъдище, Воденско, Побоже (Побѫжда 1273), Скопско.

### В Османската империя
В XIX век Збъжди е българско село в Охридска каза на Османската империя. В „Етнография на вилаетите Адрианопол, Монастир и Салоника“, издадена в Константинопол в 1878 година и отразяваща статистиката на населението от 1873 година, Збъие (Zbaye) е посочено като село с 40 домакинства, като жителите му са 96 българи.
Според статистиката на Васил Кънчов („Македония. Етнография и статистика“) в 1900 година Збъждье има 550 жители българи християни.
На Етнографската карта на Битолския вилает на Картографския институт в София от 1901 година Збъжи (Жебине) е чисто българско село в Охридската каза на Битолския санджак с 3 къщи.
Цялото християнско население на селото е под върховенството на Българската екзархия. По данни на секретаря на екзархията Димитър Мишев („La Macédoine et sa Population Chrétienne“) в 1905 година в Збъжди има 640 българи екзархисти и функционира българско училище.
При избухването на Балканската война 1 човек от Збъжде е доброволец в Македоно-одринското опълчение.

### В Сърбия, Югославия и Северна Македония
През 1922-1923 година в селото е открита поща, която функционира до 6 април 1941 година.
Според преброяването от 2002 година селото има 10 жители северномакедонци.
Църквата в селото е „Успение Богородично“.

## Личности
Родени в Збъжди
- Ангеле Йованов Дуков, български революционер от ВМОРО[11]
- Иван Мирчев, български революционер от ВМОРО[12]
- поп Йордан Атанасов – Моцарт[13] или Орман Папаз, български революционер от ВМОРО, член на селския комитет между 1902 и 1903 година[14]
- Кипро Илиев Илиев, български революционер от ВМОРО[15]
- Михаил Радичов, български революционер от ВМОРО[16]
- Миле Тръпчев, български революционер от ВМОРО[17]
- Петко Стоянов Стоянов, български революционер от ВМОРО[17]
- Силян Илов Груйов, български революционер от ВМОРО[11]
- Силян Йованов Кръстанов, български революционер от ВМОРО[18]
- Танаско Илов Дамянов, български революционер от ВМОРО[11]
- Танаско Стоянов Стоянов, български революционер от ВМОРО[17]
- Христо Китанов Петрев, български революционер от ВМОРО[16]